# (3391) Sinon
(3391) Sinon ist ein Asteroid aus der Gruppe der Jupiter-Trojaner. Damit werden Asteroiden bezeichnet, die auf den Lagrange-Punkten auf der Bahn des Jupiter um die Sonne laufen. (3391) Sinon wurde am 18. Februar 1977 von Hiroki Kōsai und Kiichirō Furukawa entdeckt. Er ist dem Lagrangepunkt L4 zugeordnet. 
Der Asteroid wurde nach dem mythologischen griechischen Krieger Sinon benannt, der eine Schlüsselrolle bei der Eroberung Trojas einnimmt.